# 脱镁叶绿甲酯酸A
脱镁叶绿甲酯酸a（英語：Pheophorbide a）是將葉綠素分解後的產物，是四吡咯的有機化合物，可以用作光敏劑。
一些生物攝取植物後，會生成脱镁叶绿甲酯酸A。像蟲（秀麗隱桿線蟲）和老鼠的線粒體都可以在ad hoc光能異養過程中使用此分子。
光动力疗法（PDT）是配合光敏劑的一種治療方法，也有用於癌症的治療。在研究中．配合合成脱镁叶绿甲酯酸a的光动力疗法（Pa-PDT），在AT-84小鼠口腔鳞状细胞癌（OSCC, Oral squamous cell carcinoma）细胞中進行了試驗。
日本東北地方有一句俗語「春のアワビを食べた猫は耳が落ちる」（在春天吃鮑魚的貓會掉耳朵）。貓在春天吃鮑魚，耳朵會發炎起疹子，會癢。原因是因為鮑魚肝含有大量的脫鎂葉綠酸，在春季的濃度特別高。食用之後，體內的脫鎂葉綠酸接觸到光，會產生活性氧，造成發炎。